# Orion și Întunericul
Orion și Întunericul (titlu original: în engleză Orion and the Dark) este un film 3D de animație și comedie produs de DreamWorks Animation și distribuit de Netflix.

## Distribuție
- Jacob Tremblay ca Orion Mendelson
  - Colin Hanks ca Adult Orion Mendelson
- Paul Walter Hauser ca Dark
- Angela Bassett ca Sweet Dreams
- Ike Barinholtz ca Light
- Natasia Demetriou ca Sleep
- Golda Rosheuvel ca Unexplained Noises/Debbie
- Nat Faxon ca Insomnia
- Aparna Nancherla ca Quiet
- Carla Gugino ca Orion's Mom
- Matt Dellapina ca Dom Mendelson, Orion's Dad
- Mia Akemi Brown ca Hypatia
  - Shannon Chan-Kent ca Adult Hypatia
- Shino Nakamichi ca Sally
  - Ren Hanami ca Adult Sally
- Jack Fisher ca Richi Panichi
- Nick Kishiyama ca Tycho
- Werner Herzog ca Narrator